# Chavannes-de-Bogis
Chavannes-de-Bogis är en ort och  kommun i distriktet Nyon i kantonen Vaud, Schweiz. Kommunen har 1 400 invånare (2023).
Chavannes-de-Bogis gränsar i väster till Frankrike.